# Моховое (Акмолинская область)
Моховое (каз. Моховое) — село в Жаксынском районе Акмолинской области Казахстана. Входит в состав Калининского сельского округа. Код КАТО — 115251500.

## Население
В 1999 году население села составляло 614 человек (319 мужчин и 295 женщин). По данным переписи 2009 года, в селе проживал 361 человек (189 мужчин и 172 женщины).